# Downtempo
Downtempo (o downbeat) es un subgénero de la música electrónica caracterizado por su sonido relajado, similar al ambient, con la diferencia respecto a este de que normalmente cuenta con ritmo o groove. Este beat puede ser conseguido a partir de loops con una sonoridad hipnótica. Otras veces, los ritmos son más complejos y prominentes, pero incluso en ese caso tienen menos intensidad que en otras formas derivadas. Debido a su sonoridad relajada e incluso sensual, y a la ausencia o el mínimo uso de voces.

## Historia
La década de los años 1990 trajo toda una ola de música relajada para ser escuchada en la sala chill out de los clubs o en emisoras de radio exclusivamente dedicadas a ella. La música downtempo comenzó en Ibiza, cuando los DJs ponían un tipo de música específica para escuchar disfrutando del atardecer. En 1994, el trip hop surgió en Bristol, combinando elementos del ritmo del hip hop, de los breaks del drum and bass y de las atmósferas y el tempo lento del ambient. Hacia finales de los 1990, una forma de música electrónica que incorporaba toda una serie de sonidos de instrumentos acústicos surgió, recibiendo el nombre genérico de downtempo.
Al finalizar la década de 1990, el dúo austríaco Kruder & Dorfmeister popularizó el estilo gracias a sus remixes de canciones de pop, hip hop o drum and bass con influencias de soul jazz de los 1970. Los británicos Steve Cobby y Dave McSherry, produciendo bajo el nombre Fila Brazillia, publicaron varios discos que contribuyeron al auge del género. Mientras tanto, en Washington D. C., Eric Hilton y Rob Garza desarrollaron su proyecto Thievery Corporation introduciendo sonidos brasileños en el estilo y combinándolos con elementos de dub y reggae jamaicanos.